# 애틀랜타 (드라마)
《애틀랜타》(영어: Atlanta)는 미국의 코미디 드라마이다. 도널드 글러버가 기획하고 직접 주인공 언 역으로 출연하며, 브라이언 타이리 헨리, 키스 스탠필드, 자시 비츠가 다른 인물들을 연기한다. 미국 애틀랜타 지방의 힙합씬 이야기를 다룬 드라마이다.

## 출연진

### 주연
- 도널드 글러버 - 어니스트 "언" 마크스
- 브라이언 타이리 헨리 - 앨프리드 "페이퍼보이" 마일스
- 키스 스탠필드 - 데리어스
- 자지 비츠 - 버네사 "밴" 키퍼